# Wohn- und Wirtschaftsgebäude Düngstrup 1
Das Wohn- und Wirtschaftsgebäude Düngstrup 1 in Wildeshausen, Bauernschaft Düngstrup, stammt von 1825. Das Dorphus Düngstrup und der Heimatverein nutzen das Gebäude.
Das Gebäude steht unter Denkmalschutz.

## Geschichte
Das große eingeschossige Zweiständerhallenhaus in rasterförmigem Fachwerk mit Steinausfachungen, Wirtschaftsgiebel über Volutenknaggen zweifach vorkragend mit Giebelbalken und Inschrift (Johan Gerrod Brüning Anna Maria Brüning geborene Meier, den 18 Juni im Jahr 1825), Satteldach mit ehemaligem Uhlenloch. Links wurde in den 1920er Jahren ein Wohnhaus angebaut.
Die Landesdenkmalpflege befand: „... geschichtliche Bedeutung ... als beispielhaftes Hallenhaus der 1. Hälfte des 19. Jhs. ...“.